# Канадский музей лыжного спорта
Канадский музей лыжного спорта (англ. Canadian Ski Museum, фр. Le Musée canadien du ski) находится в Оттаве, Онтарио, расположен на улице Скотта. Он был основан в 1971 году специальной группой добровольцев, любителей лыжного спорта. Вскоре после этого, в 1975 году музей начал интенсивную работу.
Основатели музея признали быстрое расширение и развитие этого вида спорта на протяжении многих лет, это вдохновило их собирать не только материалы и экспонаты, связанные с лыжами, но и разные истории, связанные с этим видом спорта. Эти экспонаты и истории остаются основой, на которой построена музейная коллекция мирового класса.
После открытия музея Герман «Jackrabbit» Смит-Иогансен выступал в качестве покровителя канадского лыжного музея и отдал несколько своих призов в коллекцию. В экспозиции музея есть отдел, посвящённый «Jackrabbit», главному герою выставки и любителю езды по пересечённой местности и пустыне на лыжах, который сделал огромный вклад в развитие лыжного спорта за 111 лет своей долгой жизни.
Беспрецедентная коллекция Канадского музея лыжного спорта, экспонаты и архивные фонды являются бесценной частью канадского культурного наследия. С начала работы музея коллекция продолжала расти, и количество презентационных дисплеев и рассказов об истории лыжного спорта в Канаде всё увеличивалось и увеличивалось. Музей обладает невероятной коллекцией фотографий, памятных вещей, лыж, снаряжения и горнолыжной одежды, пожертвованной лыжниками, всё это посвящено сохранению памяти о прошлом лыжного спорта в Канаде.
В настоящее время осуществляет деятельность музея добровольцы при поддержке невысокооплачиваемых сотрудников. Музей рассчитывает на поддержку друзей и меценатов, по-прежнему сохраняя и представляя канадское лыжное наследие.
Канадский музей лыжного спорта создал Канадский ал славы лыжного спорта в 1982 году. С момента создания Канадского лыжного зала славы более 140 человек были туда введены. Канадский зал славы лыжного спорта удостаивает чести первопроходцев, спортсменов и представителей промышленных кругов, которые внесли значительный вклад в канадское лыжное и сноубордное наследие.
Канадский музей лыжного спорта зарегистрирован под эгидой Канадской благотворительной организации и управляется Советом директоров, работающий через Председателя Совета директоров и Исполнительный комитет. Канадский музей лыжного спорта признан Международной федерацией лыжного спорта.
- Большой Холм (1916)
- Изабель Курсир прыгает с Большого Холма, Британская Колумбия, Канада
- Нельс Нельсен на Большом Холме, Британская Колумбия, Канада (1916)
- Нельс Нельсен ставит мировой рекорд по прыжкам в длину на лыжах (80 метров), Британская Колумбия, Канада (1925)
- Трамплин «Большой Изгиб», Британская Колумбия, Канада (1939)
- Трамплин «Большой Изгиб», Британская Колумбия, Канада (1940-е)
- Трамплин «Большой Изгиб», Британская Колумбия, Канада (1947)
- Джонсон прыгает с трамплина «Большой Изгиб», Британская Колумбия, Канада